# Translatio studii
Le translatio studii est un concept médiéval évoquant le déplacement géographique de l'activité d'enseignement selon les époques. Cette idée, née au IXe siècle, utilise la métaphore de la lumière du soleil pour décrire le mouvement de la lumière de la connaissance : d'est en ouest. Selon cette notion, le premier centre de connaissance se trouvait dans l'Éden, suivi de Jérusalem et Babylone, puis d'Athènes, puis encore Rome. Par la suite, il semble donc logique de décrire un déplacement plus à l'ouest, à Paris, Amsterdam ou encore Londres.
Il s'agit également d'un déplacement temporel des connaissances. Ainsi, la translatio studii est également l'héritage des connaissances antiques transmises jusqu'au Moyen Âge. Il en est fait mention notamment dans le Cligès de Chrétien de Troyes.
Cette métaphore est abandonnée au XVIIIe siècle, mais certains auteurs de la Renaissance, comme l'Anglais George Herbert, l'ont reprise en l'appliquant au continent américain. On peut également rapprocher cette idée d'une "aube" de la connaissance de celle des Lumières.
Le corollaire pessimiste de la translatio studii est la translatio stultitiae, qui verrait les régions abandonnées par la lumière sombrer dans l'ignorance. Ce concept est repris au XVIIIe siècle par Alexander Pope, dans sa Dunciade, en particulier dans le livre IV de l'édition de 1743.